# Victoire Tomegah Dogbé
Victoire Tomegah Dogbé (ur. 23 grudnia 1959 w Lomé) – togijska polityczka, członkini Unii na rzecz Republiki. Pełniła funkcję ministra oddolnego rozwoju, rzemiosła i zatrudnienia młodzieży w drugim rządzie Gilberta Houngbo, następnie tę samą funkcję w pierwszym i drugim rządzie Kwesi Ahoomey-Zunu (2012-2013 i 2013-2015) oraz w rządzie Komi Sélom Klassou (2015-2020). 28 września 2020 powołana, jako pierwsza kobieta w historii, na funkcję premiera Togo. 2 maja 2025, w związku z nowelizacją Konstytucji Togo (wprowadzającej system parlamentarny w miejsce prezydenckiego), złożyła dymisję kierowanego przez siebie rządu. Następnego dnia zakończyła urzędowanie na stanowisku premiera.